# Бризбейн Интернешънъл 2015
Бризбейн Интернешънъл 2015 е тенис турнир, провеждащ се в Бризбейн, Австралия от 4 до 11 януари 2015 г. Това е 7-ото издание на Бризбейн Интернешънъл. Турнирът е част от категория „Висши“ на WTA Тур 2015 и сериите 250 на ATP Световен Тур 2015.

## Сингъл мъже
- Роджър Федерер побеждава  Милош Раонич с резултат 6–4, 6–7(2–7), 6–4.

## Сингъл жени
- Мария Шарапова побеждава  Ана Иванович с резултат 6–7(4–7), 6–3, 6–3.

## Двойки мъже
- Джейми Мъри /  Джон Пиърс побеждават  Александър Долгополов /  Кей Нишикори с резултат 6–3, 7–6(7–4).

## Двойки жени
- Мартина Хингис /  Сабине Лисицки побеждават  Каролин Гарсия /  Катарина Среботник с резултат 6–2, 7–5.